# Polypodium officinale
Polypodium officinale là một loài dương xỉ trong họ Polypodiaceae. Loài này được Gueldenst. mô tả khoa học đầu tiên năm 1787.
Danh pháp khoa học của loài này chưa được làm sáng tỏ. 